# جمال فزاز
جمال فزاز (1951 في سكيكدة، شرق الجزائر - 17 يوليو 2004 في الجزائر العاصمة) كان مخرجاً جزائرياً.
قام جمال فزاز بتكوينه في الإذاعة والتلفزيون الجزائري وتحصل على شهادة مخرج عام 1973. في عام 1983 أخرج مع الفنان الجزائري رويشد أول فيلم طويل له تحت عنوان «المقصلة». في عام 1989 أنجز المسلسل التلفزيوني «المصير» من 17 حلقة والذي نجح نجاحا كبيراً في الجزائر. كما قام أيضاً بإخراج فيلم «لحن الأمل» الذي شارك في بطولته المغني عبد الرحمان جلطي.